# Château de Bettancourt
 (avril 2025).
Le château de Bettancourt ou de Sainte-Marie est situé sur la commune de Bettancourt-la-Longue, dans le département de la Marne.

## Historique

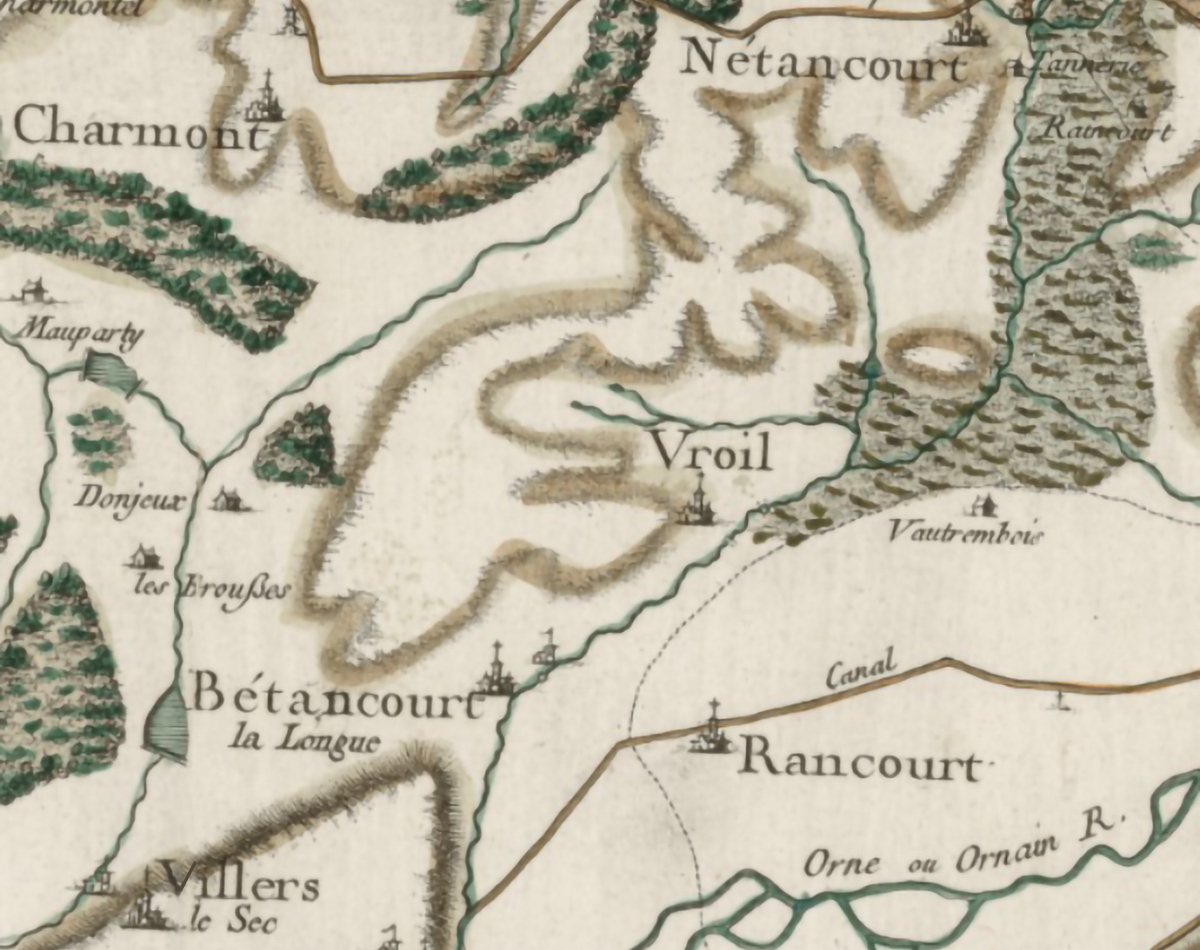
La carte de Cassini

Le château fut construit au XVIIIe siècle par François Hériot, officier de gobelet de la Reine et seigneur de Bettancourt et de Vroil. Il y avait sans doute avant une construction plus ancienne appartenant aux anciens seigneurs, la famille de Nettancourt.
Par la suite, il fut agrandi et une chapelle fut ajouté sur l'arrière du bâtiment.
A la suite du décès en 1879 de la marquise de Varagne, Marie Alix Hériot de Vroil, Il échut à la famille Morillot, de lointain cousins.
Pendant la 1ère guerre mondiale, il est transformé en hôpital puis en maison de convalescence. Mis à disposition par la comtesse de Morillot, l'établissement est géré par les Quaker.
Il devient un orphelinat et il est renommé le château Sainte-Marie.
Le 10 juillet 1940, un incendie détruisit le bâtiment. La Mutuelle de la Marne refusant d'indemniser le propriétaire, monsieur Van Engelen, celui-ci leur intenta un procès. Le 31 avril 1941, la Mutuelle fut condamner à lui payer 1 297 854 francs.

## Descriptif

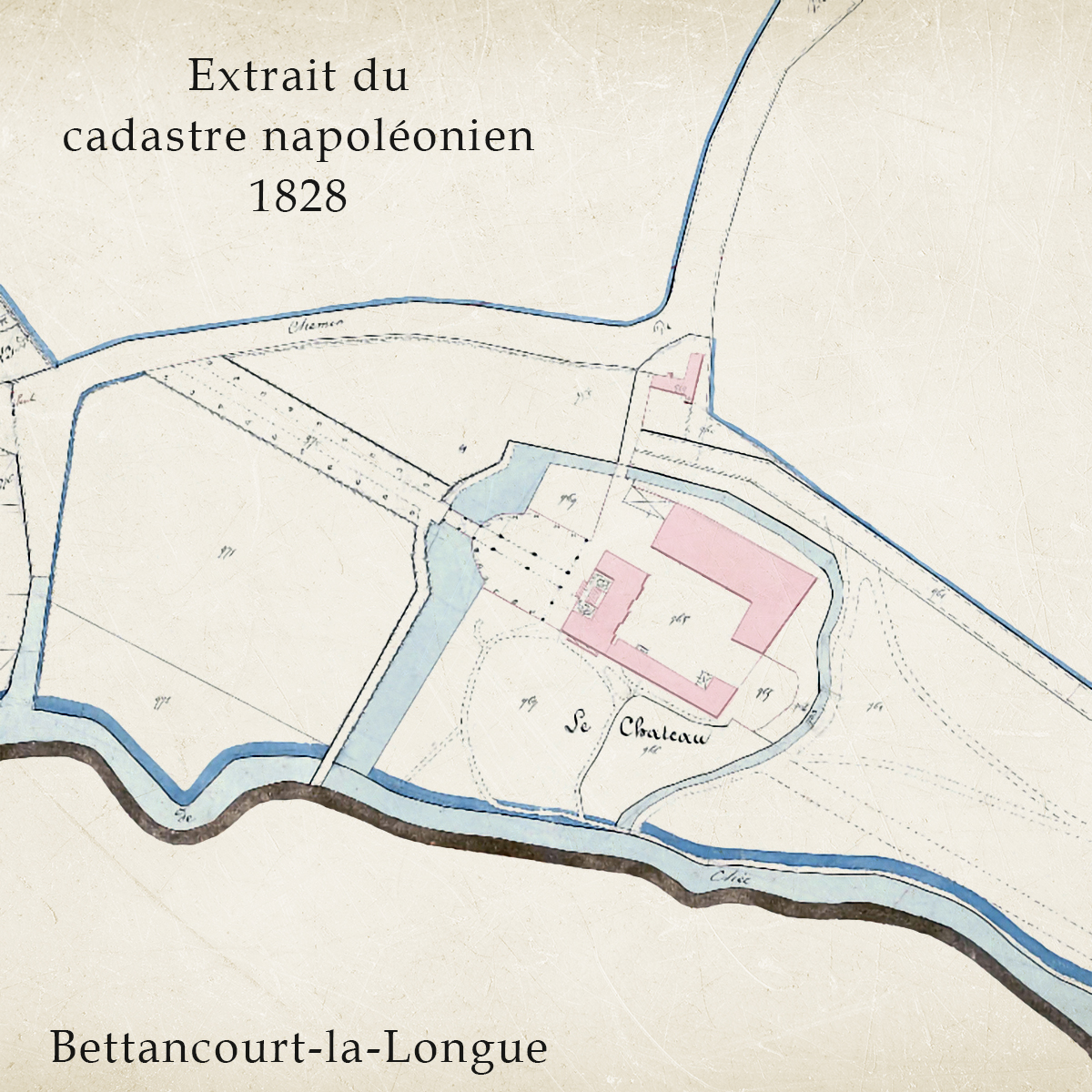
Le Château sur le cadastre en 1828

Il était composé d'un corps de logis en pierre avec deux ailes en retour d'équerre et des toitures en ardoises. Sur l'arrière du bâtiment était adossée une chapelle plus moderne, encore visible aujourd'hui.
Le château était précédé d'une cour d'honneur et d'une allée à quatre rangs d'arbres. Le domaine, d'environ 16 hectares, comprenait plusieurs dépendances et ses jardins étaient bordés par la Chée.

## Personnalités liées au château

Famille de Nettancourt
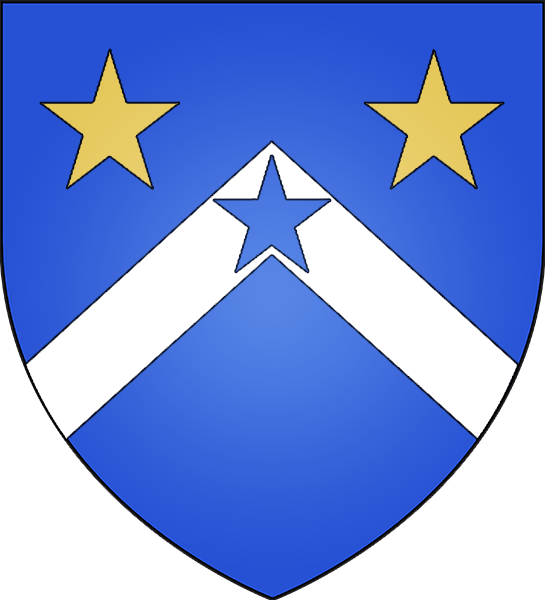
Famille Hériot de Vroil[réf. nécessaire]

- Léon Morillot (1838-1909), comte et politicien français. Il est né au château d'Étrepy et il posséda le château de Bussemont à Saint-Lumier-la-Populeuse et celui de Bettancourt[réf. nécessaire].